# クロヨナ
クロヨナ（黒右納、学名：Pongamia pinnata）は、マメ科クロヨナ属の常緑高木。Millettia pinnata (L.) Panigrahiはシノニム。

## 特徴
海岸近くの低地林や石灰岩地に生育し、高さ8–25 mに達する。葉は奇数羽状複葉で5–7枚の小葉からなり、小葉は卵形で先は尖る。長さ15–20 cmの総状花序で花を咲かせる。花は長さ約1.5 cmで淡紅色または白色、竜骨弁は幅広く、小枝の先の方に総状に集まって咲く。豆果は長楕円形で長さ5–7 cm、厚さ5–8 mm、先端はくちばし状に短く尖り、中に1–2個の種子を含み、木質で裂開しない。果実は海水に２ヶ月以上浮き続け、海流で散布される。和名は、樹皮が黒いことと、海岸付近の沖積地をヨナ・ユナという沖縄の方言から付けられた。

## 分布と生育環境
屋久島、奄美大島以南の琉球列島。国外では台湾、中国南部、インド、マレーシア、オーストラリア、ミクロネシア、ポリネシア。琉球列島の海岸林の主要構成樹種の一つで、マメ科の高木のなかでは最も普通にみられる。

## 利用

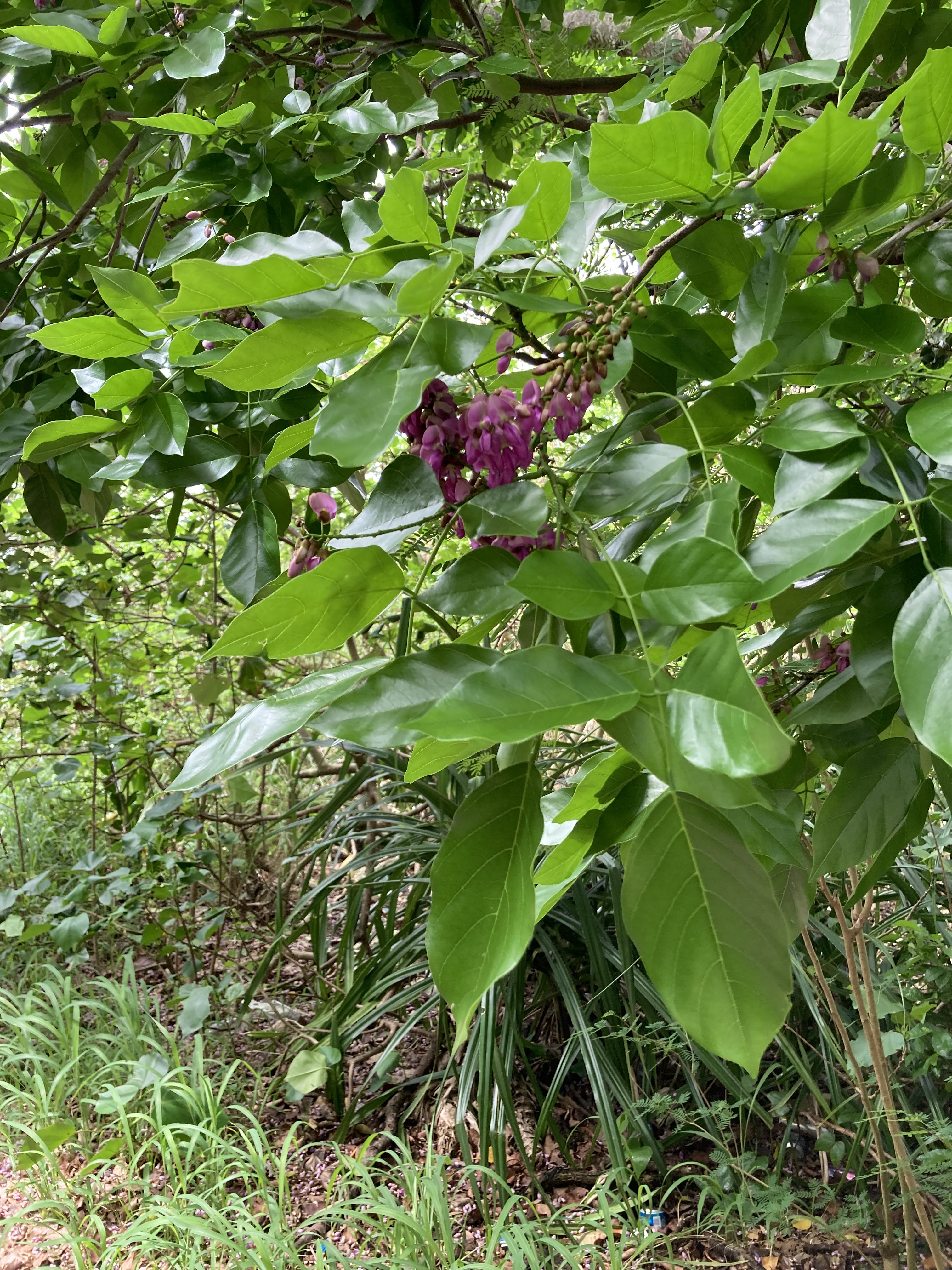
クロヨナの開花

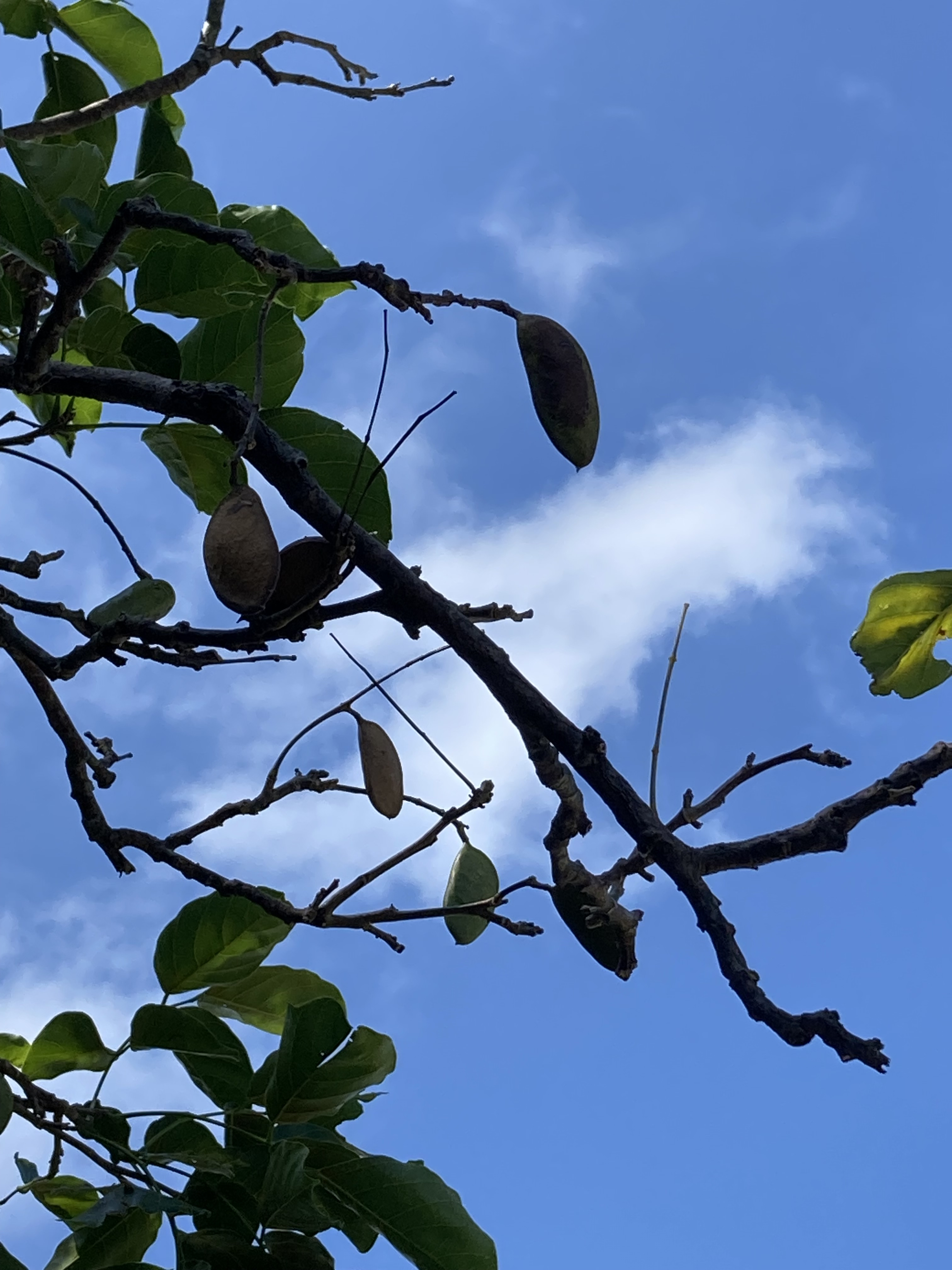
クロヨナの豆果

用材、庇護樹、防潮、防風用、公園樹、街路樹。葉は緑肥、種子から油を得る。材は白色で軽く柔らかく、耐久性は弱い。挿し木が可能で、生長は早い。

## ギャラリー
- 街路樹としての利用
- 開花期には花や豆果が大量に道路へ落下
- 2個の種子を含む豆果